# Porcellio galleranii
Porcellio galleranii är en kräftdjursart som beskrevs av Arcangeli1927. Porcellio galleranii ingår i släktet Porcellio och familjen Porcellionidae. Inga underarter finns listade i Catalogue of Life.